# Турнір п'яти націй 1995
Турнір п'яти націй 1995 це 66-тий турнір з серії Турнірів п'яти націй — щорічної регбійної конкуренції поміж основними збірними північної півкулі або 101 по рахунку турнір (враховуючи турніри домашніх націй) та заразом останній турнір п'яти націй проведений в аматорську епоху цього виду спорту, так як керівний орган союзу регбі, Міжнародна Рада Регбі, 26 серпня 1995 року проголосила цей спорт професійним.
Турнір складався з 10-ти матчів, проведених в період з 21 січня по 18 березня 1995 року. Змагання були дуже схожі на ті, що відбулись 5 років тому, коли збірні Англії і Шотландії виграли перші три матчі і зустрілись в фінальному матчі з неперевершеними результатами. Переможець мав отримати все: Великий Шолом, Потрійну Корону, Кубок Калькути. Ним стала збірна Англії, яка все-таки здобула перемогу над супротивником в вирішальному матчі. Навіть нижчі місця були розташовані так само, як в 1990. Франція посіла 3-тє місце, Ірландія — 4-те, а Уельс прийшов останнім.

## Учасники
Учасниками турніру п'яти націй 1995 року були:
| Країна    | Стадіон               | Місто    | Головний тренер |
| --------- | --------------------- | -------- | --------------- |
| Англія    | Твікенем              | Лондон   | Джек Ровелл     |
| Франція   | Парк де Пренс         | Париж    | П'єр Бербізьє   |
| Ірландія  | Ленсдаун Роуд         | Дублін   | Геррі Мерфі     |
| Шотландія | Мюррейфілд            | Единбург | Джим Телфер     |
| Уельс     | Національний стадіон) | Кардіфф  | Алан Дейвіс     |

## Таблиця
| Місце | Збірна    | Матчі     | Матчі   | Матчі | Матчі    | Бали | Бали  | Бали    | Результати |
| Місце | Збірна    | Розіграно | Виграно | Нічия | Програно | За   | Проти | Різниця | Результати |
| ----- | --------- | --------- | ------- | ----- | -------- | ---- | ----- | ------- | ---------- |
| 1     | Англія    | 4         | 4       | 0     | 0        | 98   | 39    | +59     | 8          |
| 2     | Шотландія | 4         | 3       | 0     | 1        | 87   | 71    | +16     | 6          |
| 3     | Франція   | 4         | 2       | 0     | 2        | 77   | 70    | +7      | 4          |
| 4     | Ірландія  | 4         | 1       | 0     | 3        | 44   | 83    | -39     | 2          |
| 5     | Уельс     | 4         | 0       | 0     | 4        | 43   | 86    | −43     | 0          |

## Результати

### Перший тиждень
| 21 січня 1995 |

| Франція                                                           | 21 - 9 (15-6) | Уельс                  |
| ----------------------------------------------------------------- | ------------- | ---------------------- |
| Спроби: Нтамак Сент-Андре Реалізація: Лакруа Пенальті: Лакруа (3) |               | Пенальті: Дженкінс (3) |

| Парк де Пренс, Париж Суддя: Дж. Дж. М. Пірсон (Англія) |

| 21 січня 1995 |

| Ірландія                     | 8 - 20 (3-5) | Англія                                                              |
| ---------------------------- | ------------ | ------------------------------------------------------------------- |
| Спроби: Фолей Пенальті: Бурк |              | Спроби: Карлінг Кларк Т. Андервуд Реалізація: Ендрю Пенальті: Ендрю |

| Ленсдаун Роуд, Дублін Суддя: Дерек Беван (Уельс) |

### Другий тиждень
| 4 лютого 1995 |

| Англія                                                                    | 31 - 10 (13-3) | Франція                                          |
| ------------------------------------------------------------------------- | -------------- | ------------------------------------------------ |
| Спроби: Гаскотт Т. Андервуд (2) Реалізація: Ендрю (2) Пенальті: Ендрю (4) |                | Спроби: В'яр Реалізація: Лакруа Пенальті: Лакруа |

| Твікенем, Лондон К-ть глядачів: 59 450 Суддя: К. МакКартні (Шотландія) |

| 4 лютого 1995 |

| Шотландія                                                              | 26 - 13 | Ірландія                           |
| ---------------------------------------------------------------------- | ------- | ---------------------------------- |
| Спроби: Кронін Джойнер Реалізація: Гастінгс (2) Пенальті: Гастінгс (4) |         | Спроби: Белл Маллин Пенальті: Бурк |

| Мюррейфілд, Единбург Суддя: В. Д. Беван (Уельс) |

### Третій тиждень
| 18 лютого 1995 |

| Франція                                                        | 21 - 23 (5-13) | Шотландія                                                                 |
| -------------------------------------------------------------- | -------------- | ------------------------------------------------------------------------- |
| Спроби: Садорні Сент-Андре (2) Пенальті: Лакруа Дроп-гол: Делю |                | Спроби: Гастінгс Товнсенд Реалізація: Гастінгс (2) Пенальті: Гастінгс (3) |

| Парк де Пренс, Париж К-ть глядачів: 45 330 Суддя: Д. Т. М. Макхью (Ірландія |

| 18 лютого 1995 15:05 |

| Уельс                  | 9 - 23 | Англія                                                              |
| ---------------------- | ------ | ------------------------------------------------------------------- |
| Пенальті: Дженкінс (3) |        | Спроби: Убогу Р. Андервуд (2) Реалізація: Ендрю Пенальті: Ендрю (2) |

| Національний стадіон, Кардіфф Суддя: Д. Мене (Франція) |

### Четвертий тиждень
| 4 березня 1995 15:05 |

| Ірландія                       | 7 - 25 | Франція                                                                 |
| ------------------------------ | ------ | ----------------------------------------------------------------------- |
| Спроби: Гейген Пенальті: Елвуд |        | Спроби: Сесіон Дулеге Нтамак Сент-Андре 'Реалізація: Нтамак Pen: Нтамак |

| Ленсдаун Роуд, Дублін К-ть глядачів: 62 000 Суддя: К. Томас (Уельс) |

| 4 березня 1995 15:05 |

| Шотландія                                                             | 26 - 13 | Уельс                                                     |
| --------------------------------------------------------------------- | ------- | --------------------------------------------------------- |
| Спроби: Хілтон Пітерс Реалізація: Гастінгс (2) Пенальті: Гастінгс (4) |         | Спроби: Джонс Реалізація: Дженкінс Пенальті: Дженкінс (2) |

| Мюррейфілд, Единбург Суддя: С. Дж. Ландер (Англія) |

### П'ятий тиждень
| 18 березня 1995 |

| Англія                              | 24 - 12 | Шотландія                                    |
| ----------------------------------- | ------- | -------------------------------------------- |
| Пенальті: Ендрю (7) Дроп-гол: Ендрю |         | Пенальті: Гастінгс (2) Дроп-гол: Чалмерс (2) |

| Твікенем, Лондон Суддя: Б. В. Стірлінг (Ірландія) |

| 18 березня 1995 |

| Уельс                  | 12 — 16 | Ірландія                                                          |
| ---------------------- | ------- | ----------------------------------------------------------------- |
| Пенальті: Дженкінс (4) |         | Спроби: Маллин Реалізація: Бурк Пенальті: Бурк (2) Дроп-гол: Бурк |

| Національний стадіон, Кардіфф Суддя: Р. Дж. Мегсон (Шотландія) |